# Breach (pel·lícula de 2007)
 Breach  és una pel·lícula dels Estats Units d'Amèrica d'espionatge estrenada el 2007 amb Chris Cooper, Ryan Phillippe i Laura Linney, com a protagonistes.
S'inspira en la història d'Eric O'neill, agent de l'FBI en formació, que va permetre la detenció de l'agent Robert Hanssen reconegut culpable d'espionatge en benefici de l'URSS i de la Federació de Rússia.

## Argument
Un jove agent de l'FBI és encarregat pels grans caps de confondre el seu superior jeràrquic, sospitós de ser un agent doble.

## Repartiment
- Chris Cooper: Robert Hanssen
- Ryan Phillippe: Eric O'Neill
- Laura Linney: Kate Burroughs
- Caroline Dhavernas: Juliana O'Neill
- Gary Cole: Rich Garces
- Dennis Haysbert: Dan Plesac
- Kathleen Quinlan: Bonnie Hanssen
- Bruce Davison: John O'Neill
- Mary Jo Deschanel: Vivan O'Neill

## Al voltant de la pel·lícula
- El rodatge de la pel·lícula va començar el 16 de novembre de 2005 a Toronto, al Canadà, va prosseguir a Viena, a Virgínia després a la ciutat de Washington fins al gener del 2006.[1]
- Als Estats Units, la pel·lícula ha generat 32,791 milions de dòlars.